# 熱戦!歌謡ダービー
『熱戦!歌謡ダービー』（ねっせん かようダービー）は、1981年（昭和56年）1月11日から9月20日までTBS系列局で放送されていた歌謡番組である。放送時間は毎週日曜13:00 - 13:55（日本標準時）。全37回。

## 概要
前番組『家族そろって歌合戦』の後継番組で、同様に日本各地のホールで公開収録を行っていた。そのため、幹事局はTBSが務めていたが、番組制作と配信は各地のネット局が持ち回りで担当していた。観覧希望者は、前もって現地のネット局宛に観覧したい旨のハガキを送る必要があった。
番組初期には「草競馬」（フォスター作曲）の替え歌を、中期には「ダービー福笑い」で使う「福笑いの歌」をオープニングテーマに用いていたが、末期には番組オリジナルテーマに変えられた。

## 出演者

### 司会
この2人は、後に同系列局で放送された『さんまのからくりTV』（後の『さんまのSUPERからくりTV』）でも共演していた。
- うつみ宮土理
- 明石家さんま

### 審査員
審査員は、以下のレギュラー審査員2人にゲスト審査員2人を加えた4人によって構成。審査点数は1人につき10点で、満点は40点。
- 小林亜星
- 池波志乃

## 内容
1チーム3人（一般視聴者ペアがゲストチームを組む）合計3チームが、音楽に関するさまざまなゲームやクイズに挑戦していた。

### コーナー
ダービー福笑い
ゲストがテーマソングを歌いながら、パーツのある場所を指定。そしてそれを聞きながら、アイマスクを着けた視聴者ペアはパーツをボードに描かれた顔に付けていくという形式で進行。出来たところで審査員に審査してもらっていた。なお、イラストは針すなおが担当していた。
いななき歌合戦
3人が騒音メーターの前に立ち、大きな声で歌を歌うという形式で進行。その際の最高デシベル数がそのまま持ち点に加算された。
あてこみ歌合戦
まずテーマ曲を紹介。その後、出場者は5つあるパネルから1つを選ぶ。するとテーマ曲とは別の曲名が出る。出場者は、選んだ歌の節でテーマ曲を歌う。その後に審査員に審査した。歌詞が長いため、後が続かない（半分しか歌えない）こともあった。稀に、選んだ方言でテーマ曲を歌うケースがあった（例：名古屋弁で「ちいさい秋みつけた」を歌う）。
イントロ歌合戦
途中新設のラストコーナー。まず曲のイントロが流れ、その曲が分かったチームは全員で中央のマイクの前に立ち、その歌を歌うという形式で進行。決着が付いたらボードをめくり、正解なら出た得点が加算されたが、逆に不正解なら減点となった。ボードには、1点（ハートマークが真っ二つに裂かれている画像）から10点（フラッシュした表現の画像）までの点数が1点刻みでアトランダムに入っていた。
こうして最高得点を獲得したチームが優勝となり、賞金30万円が贈呈された。

## 放送局
系列は放送当時のものを記載。
| 放送対象地域   | 放送局       | 系列                   | 備考                                           |
| -------------- | ------------ | ---------------------- | ---------------------------------------------- |
| 関東広域圏     | 東京放送     | TBS系列                | 現在：TBSテレビ                                |
| 北海道         | 北海道放送   | TBS系列                |                                                |
| 青森県         | 青森テレビ   | TBS系列                |                                                |
| 岩手県         | 岩手放送     | TBS系列                | 現在：IBC岩手放送                              |
| 宮城県         | 東北放送     | TBS系列                |                                                |
| 福島県         | 福島テレビ   | TBS系列 フジテレビ系列 |                                                |
| 山梨県         | テレビ山梨   | TBS系列                |                                                |
| 新潟県         | 新潟放送     | TBS系列                |                                                |
| 長野県         | 信越放送     | TBS系列                |                                                |
| 静岡県         | 静岡放送     | TBS系列                |                                                |
| 石川県         | 北陸放送     | TBS系列                |                                                |
| 中京広域圏     | 中部日本放送 | TBS系列                | 現在：CBCテレビ                                |
| 近畿広域圏     | 毎日放送     | TBS系列                |                                                |
| 島根県・鳥取県 | 山陰放送     | TBS系列                |                                                |
| 岡山県         | 山陽放送     | TBS系列                | 現在：RSK山陽放送 当時の放送エリアは岡山県のみ |
| 広島県         | 中国放送     | TBS系列                |                                                |
| 山口県         | テレビ山口   | TBS系列 フジテレビ系列 |                                                |
| 愛媛県         | 南海放送     | 日本テレビ系列         |                                                |
| 高知県         | テレビ高知   | TBS系列                |                                                |
| 福岡県         | RKB毎日放送  | TBS系列                |                                                |
| 長崎県         | 長崎放送     | TBS系列                |                                                |
| 熊本県         | 熊本放送     | TBS系列                |                                                |
| 大分県         | 大分放送     | TBS系列                |                                                |
| 宮崎県         | 宮崎放送     | TBS系列                |                                                |
| 鹿児島県       | 南日本放送   | TBS系列                |                                                |
| 沖縄県         | 琉球放送     | TBS系列                |                                                |

## エピソード
- 解答チームは「男性歌手」「女性歌手」「お笑い（主に吉本興業所属の漫才コンビ）」と一般出場者の3チームあった（「歌手」は例外もあり）。そして解答席は左から「青」「赤」「緑」の3色で構成されていた。
- イントロ歌合戦のラスト問題で最下位のチームが正解して、「点数が分かっている」「トップになれない」にもかかわらず、さんまが「まだ分からない！まだ分からない！ひょっとして500点あるかもしれない！」とわざとらしく叫んでパネルをめくることが何度もあった。
- イントロ歌合戦で、童謡「七つの子」のイントロが出た時、出てきたチームが「♪か〜ら〜す〜、なぜ鳴くの〜、からすの勝手でしょ〜」とザ・ドリフターズのギャグで歌ったことがあった。会場は大爆笑の末、不正解だった。
- イントロ歌合戦で西城秀樹「ホップ・ステップ・ジャンプ」のイントロが流れたとき、「YOUNG MAN (Y.M.C.A.)」を振り付けで歌いだして不正解になった。
- オール阪神・巨人は3回出場しているが、3回とも優勝だった。
- 番組のスタッフとして、作詞家の秋元康が関わっていた。
- TBS製作時のプロデューサーである神保泰宏は、のちに『関口宏のサンデーモーニング』の初期制作を手掛けた。現在の報道局制作とは違い、ワイドショー・情報番組などを扱っていた社会情報局制作だったためである。
- 2005年10月2日に同系列局で放送された『中居正広のテレビ50年名番組だョ!全員集合笑った泣いた感動したあのシーンをもう一度夢の総決算スペシャル』で、ゲスト出演していたさんまの目の前で本番組第2回（1981年1月18日放送分・蕨市民会館から公録）の映像が流された。この映像の冒頭では、タイトル下部に掲げられていた提供スポンサーの看板（メナード化粧品、田中貴金属、パロマ）もそのまま放送された。

| TBS系列 日曜13:00枠                                | TBS系列 日曜13:00枠                           | TBS系列 日曜13:00枠                                                   |
| 前番組                                             | 番組名                                        | 次番組                                                                |
| -------------------------------------------------- | --------------------------------------------- | --------------------------------------------------------------------- |
| 家族そろって歌合戦 （1979年10月 - 1980年12月28日） | 熱戦!歌謡ダービー （1981年1月11日 - 9月20日） | 日曜ヒットスクリーン （1981年10月4日 - 1982年3月28日） ※12:00 - 13:55 |